# Киргизький хребет
Кирги́зький хребет (Киргизький Алатау) ((кирг. Кыргыз Ала-Тоо, каз. Қырғыз Алатауы)) — один з гірських хребтів внутрішнього Тянь-Шаня на території Киргизстану, частково у Казахстані та по кордону між країнами.
Довжина хребта приблизно 375 км. Він простягається від Боомської ущелини в Киргизстані на сході до міста Тараз на заході вже на території Казахстану. Найвища точка хребта — гора Західний Аламедін з висотою 4875 м.
Гірський хребет складений осадовими та метаморфічними породами, порфіритами, гранітами. Північний схил більш пологий та довший, аніж південний. На схилах до висоти 2,5 км поширені степи, місцями ліси (ялина та арча), вище — субальпійські та альпійські луки. З висоти 3,7 км — сніговики та льодовики загальною площею 223 км².

## Гірські вершини
| Гірська вершина | Координати                                                            | Висота, м |
| --------------- | --------------------------------------------------------------------- | --------- |
| Ботамойнак      | 42°52′55″ пн. ш. 71°38′37″ сх. д. / 42.88194° пн. ш. 71.64361° сх. д. | 1637      |
| Манас           | 42°45′33″ пн. ш. 72°12′43″ сх. д. / 42.75917° пн. ш. 72.21194° сх. д. | 3820      |
| Шал             | 42°44′44″ пн. ш. 72°21′25″ сх. д. / 42.74556° пн. ш. 72.35694° сх. д. | 3786      |
| без назви       | 42°32′16″ пн. ш. 73°04′22″ сх. д. / 42.53778° пн. ш. 73.07278° сх. д. | 3409      |
| Ауліє           | 42°33′22″ пн. ш. 73°09′06″ сх. д. / 42.55611° пн. ш. 73.15167° сх. д. | 3610      |
| Чон-Кайни       | 42°29′50″ пн. ш. 73°11′20″ сх. д. / 42.49722° пн. ш. 73.18889° сх. д. | 2699      |
| без назви       | 42°31′22″ пн. ш. 73°13′49″ сх. д. / 42.52278° пн. ш. 73.23028° сх. д. | 3575      |
| без назви       | 42°28′28″ пн. ш. 73°18′21″ сх. д. / 42.47444° пн. ш. 73.30583° сх. д. | 3575      |
| Кара-Кия        | 42°26′18″ пн. ш. 73°16′59″ сх. д. / 42.43833° пн. ш. 73.28306° сх. д. | 3598      |